# Сбережения
Сбереже́ния — часть полученного за некоторый период дохода, не потраченная на текущее потребление, а сохраненная и вложенная для использования в будущем. Понятие сбережений может применяться и к отдельным экономическим агентам (индивидуумам, домохозяйствам, фирмам), и к экономике в целом.
Не существует единственного правильного показателя, характеризующего желательную величину сбережений. Тем не менее, создание сбережений является рациональной стратегией, так как сбережения обеспечивают финансовую безопасность в случае различных непредвиденных событий. С экономической точки зрения, сбережения являются отложенным потреблением. При достаточно высокой процентной ставке потребитель готов пожертвовать частью сегодняшнего потребления ради большего потребления в будущем. Оптимальный размер сбережений зависит от величины дохода, индивидуальных предпочтений, уровня процентных ставок и других факторов.

## Определение
Сбережения, сделанные в целом в стране за некоторый период, называют национальными сбережениями. В зависимости от того, кем они были сделаны, различают частные и государственные сбережения. Частные сбережения могут быть сделаны как домохозяйствами, так и фирмами. Основная масса сбережений приходится на сбережения домохозяйств, которые также называют личными сбережениями. Они являются источником инвестиций в экономике.

### Закрытая экономика
ВВП для закрытой экономики можно записать как равенство ВВП по доходам и по расходам (основное макроэкономическое уравнение):
{\displaystyle Y=C+I+G},
где {\displaystyle Y} — ВВП; {\displaystyle C} — частное потребление; {\displaystyle I} — инвестиции; {\displaystyle G} — государственные расходы.
Если учесть, что государство взимает налоги в размере {\displaystyle T} и использует их для финансирования расходов бюджета, то они уменьшают сумму доходов. Тогда уравнение можно переписать следующим образом:
{\displaystyle (Y-T)=C+I-(T-G)},
{\displaystyle (Y-T)} — располагаемый доход потребителей; {\displaystyle (T-G)} — профицит/дефицит бюджета.
В случае профицита государство делает сбережения, а в случае дефицита занимает деньги у частных лиц за счёт сделанных ими сбережений.
{\displaystyle S=(Y-C-T)+(T-G)=I}.
Слева в первых скобках записаны частные сбережения, а во вторых — государственные. Сумма двух видов сбережений равна инвестициям. В системе национальных счетов это равенство выполняется постфактум. Выравнивание суммы сбережений и инвестиций происходит за счёт изменения процентной ставки, когда экономика приходит в равновесие:
{\displaystyle S(r)=I(r)},
где {\displaystyle r} — реальная процентная ставка.

### Открытая экономика
В открытой экономике после всех преобразований аналогичное равенство будет выглядеть следующим образом:
{\displaystyle (Y-C-T)+(T-G)-I=NX},
где {\displaystyle NX} — чистый экспорт (разница между экспортом и импортом). В равновесии инвестиции равны сбережениям за счёт изменения реальной процентной ставки и реального валютного курса.
{\displaystyle S(r)-I(r)=NX(\varepsilon )},
Если экспорт больше импорта, то потребление отечественных товаров за рубежом финансируется кредитами внешнему миру. Кредиты предоставляются за счёт сбережений, сделанных внутри страны. Сбережения оказываются больше инвестиций, происходит отток капитала. Если импорт больше экспорта, то страна занимает, чтобы потреблять иностранные товары. Сбережения оказываются меньше инвестиций, происходит приток капитала.

## Личные сбережения

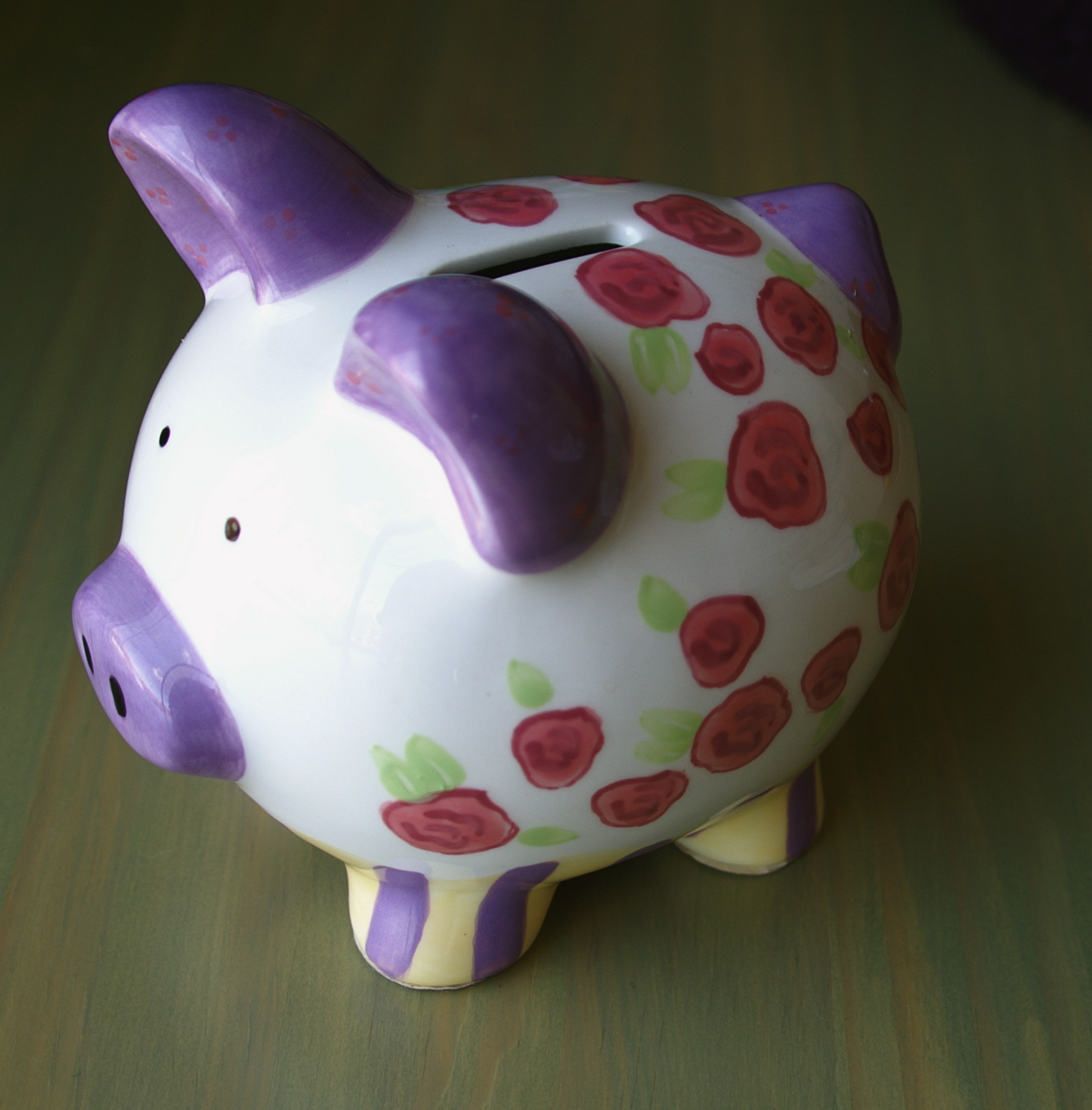
Копилка для сбережений

Сбережения являются одной из важных статей личного (семейного) бюджета. Принципы и правила расходования семейного бюджета рассматриваются в литературе, посвящённой личным финансам. Сбережение части получаемых доходов связано с различными мотивами: на чёрный день, на старость, накопление на приобретение товаров длительного пользования, передача сбережений детям и т. п. Рациональность сбережений вытекает из гипотез жизненного цикла и перманентного дохода. Величина (норма) сбережений зависит от индивидуальных предпочтений, уровня дохода и других факторов. Кейнс считал, что норма сбережений постоянна и определяется основным психологическим законом: сбережения растут по мере роста дохода, но в меньшей степени. В современной экономике сбережения описываются различными моделями межвременного выбора, в которых норма сбережений может меняться в зависимости от внешних обстоятельств (дохода, процентных ставок и других факторов).

## Государственные сбережения
Сбережения можно рассматривать и на уровне государства в целом. Принципы и правила расходования национального (субнационального: регионального, местного) бюджета рассматриваются в литературе, посвящённой публичным финансам.

### Мотивы сбережений
Сбережение части получаемых доходов связано со следующими мотивами:
- сбережения временных доходов от благоприятной мировой конъюнктуры на товары основного экспорта (чаще всего — природных ресурсов);
- накопления на будущее, когда закончатся запасы природных ресурсов, являющихся предметом экспорта;
- сбережения на случай экономического кризиса (рецессии), когда потребуется поддерживать принятый государством на себя уровень социальных расходов;
- как инструмент проведения контрциклической экономической политики.

Рациональность сбережений вытекает из необходимости сглаживать бюджетные доходы и расходы, поддерживая их на более или менее стабильном уровне. Увеличение доходов и расходов должно быть в первую очередь связано с долгосрочным ростом экономики, а не со случайными однократными поступлениями в бюджет, на которые нельзя будет рассчитывать в будущем. Поэтому многие страны внедряют методики оценки структурного профицита/дефицита бюджета.
При осуществлении сбережений государство может руководствоваться бюджетными правилами, которые накладывают ограничения на параметры бюджета:
- величину дефицита в процентах от доходов или ВВП;
- величину государственного долга в процентах от ВВП;
- долю отдельных видов доходов, используемых для финансирования текущих расходов и для перечисления в суверенный фонд.

В последнем случае примером могут служить налоговые доходы от экспорта природных ресурсов (в России — нефти и газа), часть которых направляется в фонд.

### Величина сбережений
Величина сбережений определяется каждой страной самостоятельно и обычно определяется параметрами бюджетного правила.